# Liga A1 de Vóley 2002-03
La Liga Argentina de Voleibol 2002-03 fue la séptima edición del torneo. En esta edición se destaca el ingreso del Club Ciudad de Bolívar, equipo del conductor televisivo Marcelo Tinelli.
La liga comenzó el 15 de noviembre de 2002 con el partido entre Club de Amigos y Náutico Hacoaj. La misma terminó el 9 de mayo con la consagración de este nuevo equipo, Bolívar Signia, que en la final venció a Rojas Scholem, equipo campeón defensor y apadrinado por otro productor y conductor, Mario Pergolini. La serie final se extendió hasta el sexto partido, y ese último encuentro hasta el quinto set, donde el equipo debutante se impuso 22 a 20 en tie-break.
En esta liga varios equipos de la Capital hicieron de local fuera de la ciudad, en una búsqueda de más aficionados. Además se implementaron otras medidas con el fin de que la diferencia entre equipos sea la mínima y la liga sea más competitiva, como que los mejores armadores no podían estar en el mismo equipo, o que los jugadores tenían cierto valor en puntos y cada equipo tenía un máximo de puntos para conformar su plantel.
Además, esta fue la última liga gestionada por la Federación Argentina de Voleibol, ya que por su conflicto con la FIVB, la primera sería disuelta durante el 2003 y reemplazada por la FEVA y surgiría la ACLAV para la gestión del máximo torneo nacional masculino a nivel de clubes y equipos.

## Equipos participantes
| Club                             | Localidad                                  | Localía                                    |
| -------------------------------- | ------------------------------------------ | ------------------------------------------ |
| Alianza Jesús María              | Jesús María, Córdoba                       | Jesús María, Córdoba                       |
| Bolívar Signia                   | Bolívar, Buenos Aires                      | Bolívar, Buenos Aires                      |
| Ciudad de Pergamino              | Pergamino, Buenos Aires                    | Pergamino, Buenos Aires                    |
| Club de Amigos                   | Ciudad de Buenos Aires                     | Ciudad de Buenos Aires                     |
| Mar del Plata/Mar Chiquita Vóley | Mar del Plata y Mar Chiquita, Buenos Aires | Mar del Plata y Mar Chiquita, Buenos Aires |
| Náutico Hacoaj                   | Tigre                                      | Las Flores, Buenos Aires                   |
| Obras Sanitarias                 | Ciudad de San Juan, San Juan               | Ciudad de San Juan, San Juan               |
| Olympikus Azul                   | Azul, Buenos Aires                         | Azul, Buenos Aires                         |
| River Plate                      | Ciudad de Buenos Aires                     | Chacabuco, Buenos Aires                    |
| Rojas Scholem                    | Ciudad de Buenos Aires                     | Rojas, Buenos Aires                        |
| Social Monteros                  | Monteros, Tucumán                          | Monteros, Tucumán                          |
| Vélez Sarsfield                  | Ciudad de Buenos Aires                     | Lincoln, Buenos Aires                      |

## Modo de disputa
Fase regular
Los equipos se enfrentan todos contra todos a dos rondas, una vez como local y otra como visitante. Los mejores ocho equipos disputan los play-offs.
Play-offs
Los play-offs son series de partidos entre dos equipos donde los que ganen mayor cantidad de partidos avanzan de fase mientras que los que pierden dejan de participar por el campeonato. El ganador de la serie final se proclama campeón de la liga.
Grand prix y Final Four
Además, también existen nueve cuadrangulares donde los equipos se enfrentan dentro de ese grupo, en sedes licitadas y los cuatro mejores equipos disputan un último cuadrangular llamado "Final Four" que entrega premios en dinero.

## Primera fase
Fuentes: Diario Clarín y Diario La Nación.
| Pos. | Equipo                      | PJ |
| ---- | --------------------------- | -- |
| 1.º  | Rojas Scholem               | 22 |
| 2.º  | Bolívar Signia              | 22 |
| 3.º  | Alianza Jesús María         | 22 |
| 4.º  | River Plate                 | 22 |
| 5.º  | Hacoaj Las Flores           | 22 |
| 6.º  | Club de Amigos              | 22 |
| 7.º  | El Linqueño Vélez Sarsfield | 22 |
| 8.º  | Olympikus Azul              | 22 |
| 9.º  | Obras (San Juan)            | 22 |
| 10.º | Social Monteros (Tucumán)   | 22 |
| 11.º | Mar Chiquita-Mar del Plata  | 22 |
| 12.º | Ciudad de Pergamino         | 22 |

|  |                                                      |
|  | Clasificados a cuartos de final y al Torneo Súper 4. |
|  | Clasificados a cuartos de final.                     |
|  | Disputa una serie para evitar el descenso.           |
|  | Descendido a la Liga A2 de Vóley Argentino.          |

## Torneo Súper 4

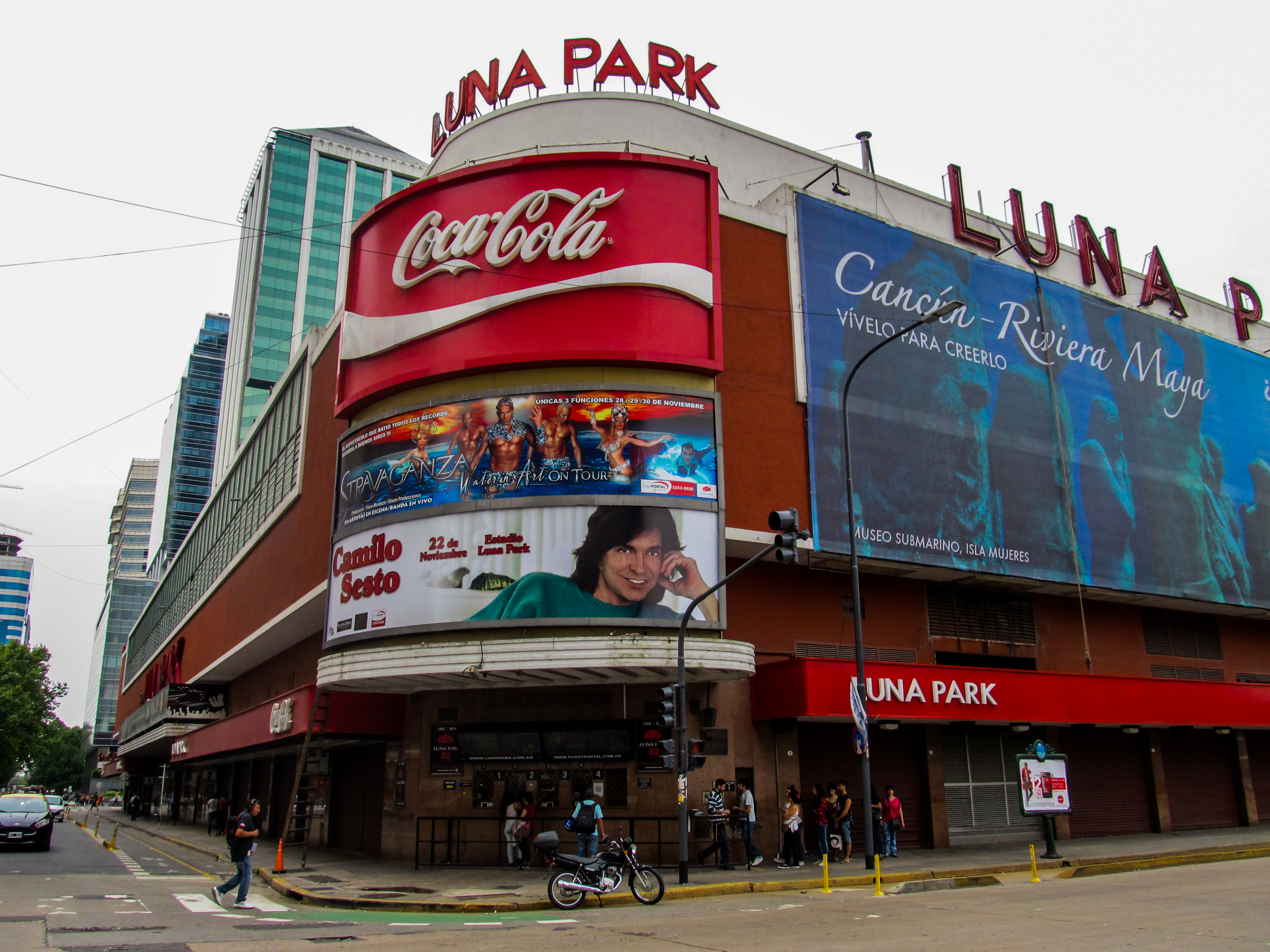
Estadio Luna Park, sede del torneo.

El Torneo Súper 4 fue un torneo disputado entre los cuatro mejores equipos de la liga en un mismo estadio y durante dos días seguidos. Tuvo como objetivo un premio económico. El certamen tuvo como sede el Luna Park, y el campeón del torneo fue River Plate, que venció en la final a Bolívar Signia y se quedó con 6000 pesos de premio.
|  | Semifinales         | Semifinales    |   |               | Final               | Final |  |
|  |                     |                |   |               |                     |       |  |
|  |                     |                |   |               |                     |       |  |
|  |                     |                |   |               |                     |       |  |
|  | Rojas Scholem       | 2              |   |               |                     |       |  |
|  | River Plate         | 3              |   |               |                     |       |  |
|  |                     |                |   |               |                     |       |  |
|  |                     |                |   |               |                     |       |  |
|  |                     |                |   |               | River Plate         | 3     |  |
|  |                     | Bolívar Signia | 1 |               |                     |       |  |
|  |                     |                |   |               |                     |       |  |
|  |                     |                |   |               |                     |       |  |
|  |                     |                |   |               | Tercer lugar        |       |  |
|  |                     |                |   |               |                     |       |  |
|  | Bolívar Signia      | 3              |   | Rojas Scholem | 3                   |       |  |
|  | Alianza Jesús María | 0              |   |               | Alianza Jesús María | 1     |  |

Semifinales
| Fecha       | Local          | Resul | Visitante           |
| ----------- | -------------- | ----- | ------------------- |
| 22 de marzo | Rojas Scholem  | 2 - 3 | River Plate         |
| 22 de marzo | Bolívar Signia | 3 - 0 | Alianza Jesús María |

Tercer puesto
| Fecha       | Local         | Resul | Visitante           |
| ----------- | ------------- | ----- | ------------------- |
| 23 de marzo | Rojas Scholem | 3 - 1 | Alianza Jesús María |

Final
| Fecha       | Local          | Resul | Visitante   | Set 1 | Set 2 | Set 3 | Set 4 | Set 5 |
| ----------- | -------------- | ----- | ----------- | ----- | ----- | ----- | ----- | ----- |
| 23 de marzo | Bolívar Signia | 1 - 3 | River Plate | 25-15 | 22-25 | 20-25 | 21-25 |       |

## Play-out de descenso
El play-out para evitar el descenso fue una serie al mejor de tres partidos entre el penúltimo de la liga, Mar Chiquita-Mar del Plata Vóley y el segundo del Torneo Nacional de Ascenso, Caja Popular de Tucumán. El equipo bonaerense logró mantener la categoría tras vencer en la serie 2 a 0.
| Fecha       | Local                      | Resul | Visitante                  |
| ----------- | -------------------------- | ----- | -------------------------- |
| 12 de abril | Caja Popular (T)           | 2 - 3 | Mar Chiquita-Mar del Plata |
| 18 de abril | Mar Chiquita-Mar del Plata | 3 - 0 | Caja popular (T)           |

## Segunda fase, play-offs
|  | Cuartos de final | Cuartos de final    | Cuartos de final |                     |     | Semifinales    | Semifinales | Semifinales |  |     | Final         | Final | Final |  |
|  |                  |                     |                  |                     |     |                |             |             |  |     |               |       |       |  |
|  |                  |                     |                  |                     |     |                |             |             |  |     |               |       |       |  |
|  | 1.°              | Rojas Scholem       | 3                |                     |     |                |             |             |  |     |               |       |       |  |
|  | 1.°              | Rojas Scholem       | 3                |                     |     |                |             |             |  |     |               |       |       |  |
|  | 8.°              | Olympikus Azul      | 0                |                     |     |                |             |             |  |     |               |       |       |  |
|  | 8.°              | Olympikus Azul      | 0                |                     | 1.º | Rojas Scholem  | 3           |             |  |     |               |       |       |  |
|  |                  |                     |                  |                     | 1.º | Rojas Scholem  | 3           |             |  |     |               |       |       |  |
|  |                  |                     | 4.º              | River Plate         | 0   |                |             |             |  |     |               |       |       |  |
|  | 4.°              | River Plate         | 4.º              | River Plate         | 0   | 3              |             |             |  |     |               |       |       |  |
|  | 4.°              | River Plate         |                  |                     |     |                |             |             |  |     |               |       |       |  |
|  | 5.°              | Hacoaj Las Flores   | 0                |                     |     |                |             |             |  |     |               |       |       |  |
|  | 5.°              | Hacoaj Las Flores   | 0                |                     |     |                |             |             |  | 1.º | Rojas Scholem | 2     |       |  |
|  |                  |                     |                  |                     |     |                |             |             |  | 1.º | Rojas Scholem | 2     |       |  |
|  |                  |                     | 2.º              | Bolívar Signia      | 4   |                |             |             |  |     |               |       |       |  |
|  | 2.°              | Bolívar Signia      | 2.º              | Bolívar Signia      | 4   | 3              |             |             |  |     |               |       |       |  |
|  | 2.°              | Bolívar Signia      |                  |                     |     |                |             |             |  |     |               |       |       |  |
|  | 7.°              | El Linqueño Vélez   | 0                |                     |     |                |             |             |  |     |               |       |       |  |
|  | 7.°              | El Linqueño Vélez   | 0                |                     | 2.º | Bolívar Signia | 3           |             |  |     |               |       |       |  |
|  |                  |                     |                  |                     | 2.º | Bolívar Signia | 3           |             |  |     |               |       |       |  |
|  |                  |                     | 3.º              | Alianza Jesús María | 1   |                |             |             |  |     |               |       |       |  |
|  | 3.°              | Alianza Jesús María | 3.º              | Alianza Jesús María | 1   | 3              |             |             |  |     |               |       |       |  |
|  | 3.°              | Alianza Jesús María |                  |                     |     |                |             |             |  |     |               |       |       |  |
|  | 6.°              | Club de Amigos      | 2                |                     |     |                |             |             |  |     |               |       |       |  |
|  | 6.°              | Club de Amigos      | 2                |                     |     |                |             |             |  |     |               |       |       |  |
|  |                  |                     |                  |                     |     |                |             |             |  |     |               |       |       |  |

El equipo que figura en la primera línea es quien obtuvo la ventaja de localía.
El resultado que figura al lado de cada equipo es la sumatoria de partidos ganados.

### Cuartos de final
Rojas Scholem - Olympikus Azul
| Fecha       | Local          | Resul | Visitante      |
| ----------- | -------------- | ----- | -------------- |
| 28 de marzo | Rojas Scholem  | 3 - 0 | Olympikus Azul |
| 30 de marzo | Rojas Scholem  | 3 - 0 | Olympikus Azul |
| 4 de abril  | Olympikus Azul | 0 - 3 | Rojas Scholem  |

Bolívar Signia - El Linqueño Vélez Sarsfield
| Fecha       | Local             | Resul | Visitante         |
| ----------- | ----------------- | ----- | ----------------- |
| 28 de marzo | Bolívar Signia    | 3 - 0 | El Linqueño Vélez |
| 30 de marzo | Bolívar Signia    | 3 - 1 | El Linqueño Vélez |
| 4 de abril  | El Linqueño Vélez | 1 - 3 | Bolívar Signia    |

Alianza Jesús María - Club de Amigos
| Fecha       | Local               | Resul | Visitante           |
| ----------- | ------------------- | ----- | ------------------- |
| 28 de marzo | Alianza Jesús María | 3 - 2 | Club de Amigos      |
| 30 de marzo | Alianza Jesús María | 0 - 3 | Club de Amigos      |
| 4 de abril  | Club de Amigos      | 1 - 3 | Alianza Jesús María |
| 6 de abril  | Club de Amigos      | 3 - 0 | Alianza Jesús María |
| 8 de abril  | Alianza Jesús María | 3 - 1 | Club de Amigos      |

River Plate - Hacoaj Las Flores
| Fecha       | Local             | Resul | Visitante         |
| ----------- | ----------------- | ----- | ----------------- |
| 28 de marzo | River Plate       | 3 - 0 | Hacoaj Las Flores |
| 30 de marzo | River Plate       | 3 - 1 | Hacoaj Las Flores |
| 4 de abril  | Hacoaj Las Flores | 0 - 3 | River Plate       |

### Semifinales
Rojas Scholem - River Plate
| Fecha       | Local         | Resul | Visitante     |
| ----------- | ------------- | ----- | ------------- |
| 11 de abril | Rojas Scholem | 3 - 1 | River Plate   |
| 13 de abril | Rojas Scholem | 3 - 0 | River Plate   |
| 18 de abril | River Plate   | 2 - 3 | Rojas Scholem |

Bolívar Signia - Alianza Jesús María
| Fecha       | Local               | Resul | Visitante           |
| ----------- | ------------------- | ----- | ------------------- |
| 11 de abril | Bolívar Signia      | 3 - 0 | Alianza Jesús María |
| 13 de abril | Bolívar Signia      | 0 - 3 | Alianza Jesús María |
| 18 de abril | Alianza Jesús María | 2 - 3 | Bolívar Signia      |
| 20 de abril | Alianza Jesús María | 0 - 3 | Bolívar Signia      |

### Final
Rojas Scholem - Bolívar Signia
| Fecha       | Local          | Resul | Visitante      | Set 1 | Set 2 | Set 3 | Set 4 | Set 5 |
| ----------- | -------------- | ----- | -------------- | ----- | ----- | ----- | ----- | ----- |
| 25 de abril | Rojas Scholem  | 3 - 0 | Bolívar Signia | 25-17 | 25-20 | 25-23 |       |       |
| 26 de abril | Rojas Scholem  | 3 - 0 | Bolívar Signia | 25-21 | 25-23 | 29-27 |       |       |
| 2 de mayo   | Bolívar Signia | 3 - 0 | Rojas Scholem  | 25-21 | 25-14 | 25-18 |       |       |
| 4 de mayo   | Bolívar Signia | 3 - 0 | Rojas Scholem  | 25-17 | 34-32 | 25-19 |       |       |
| 7 de mayo   | Rojas Scholem  | 1 - 3 | Bolívar Signia | 25-23 | 24-26 | 38-40 | 27-29 |       |
| 9 de mayo   | Bolívar Signia | 3 - 2 | Rojas Scholem  | 19-25 | 19-25 | 25-23 | 26-24 | 22-20 |

|                              |
| Bolívar Signia Primer título |